# Kia Picanto
De Picanto is een auto uit de miniklasse geproduceerd door het Zuid-Koreaanse merk Kia sinds 2004. Het model is onder andere in Zuid-Korea ook wel bekend als de Kia Morning.

## Eerste generatie (2004-2011)
De eerste generatie van de Picanto werd in 2003 onthuld op de Frankfurt Motor Show. Het model werd gebaseerd op een verkort onderstel van de Hyundai Getz en was enkel als 5-deurs leverbaar. Motorisch was er keuze uit een 1.0-liter met 45 kW en een 1.1-liter met 48 kW.

### Facelift 2007
In 2007 kreeg het model een kleine facelift. Aan de voorkant is een andere voorbumper met andere koplampen te zien en ook de achterlichtunits werden gewijzigd.

### Motoren
Benzine
| Type | Motor    | Motor     | Motor   | Vermogen | Koppel | Jaartal     | Opmerking |
| Type | Inhoud   | Cilinders | Kleppen | Vermogen | Koppel | Jaartal     | Opmerking |
| ---- | -------- | --------- | ------- | -------- | ------ | ----------- | --------- |
| 1.0  | 999 cm³  | 4-in-lijn | 12v     | 45 kW    | 86 Nm  | 2004 - 2011 |           |
| 1.1  | 1086 cm³ | 4-in-lijn | 12v     | 48 kW    | 97 Nm  | 2004 - 2011 |           |

Diesel
| Type     | Motor    | Motor     | Motor   | Vermogen | Koppel | Jaartal     | Opmerking |
| Type     | Inhoud   | Cilinders | Kleppen | Vermogen | Koppel | Jaartal     | Opmerking |
| -------- | -------- | --------- | ------- | -------- | ------ | ----------- | --------- |
| 1.1 CRDi | 1120 cm³ | 3-in-lijn | 12v     | 56 kW    | 153 Nm | 2005 - 2010 |           |

### Afbeeldingen

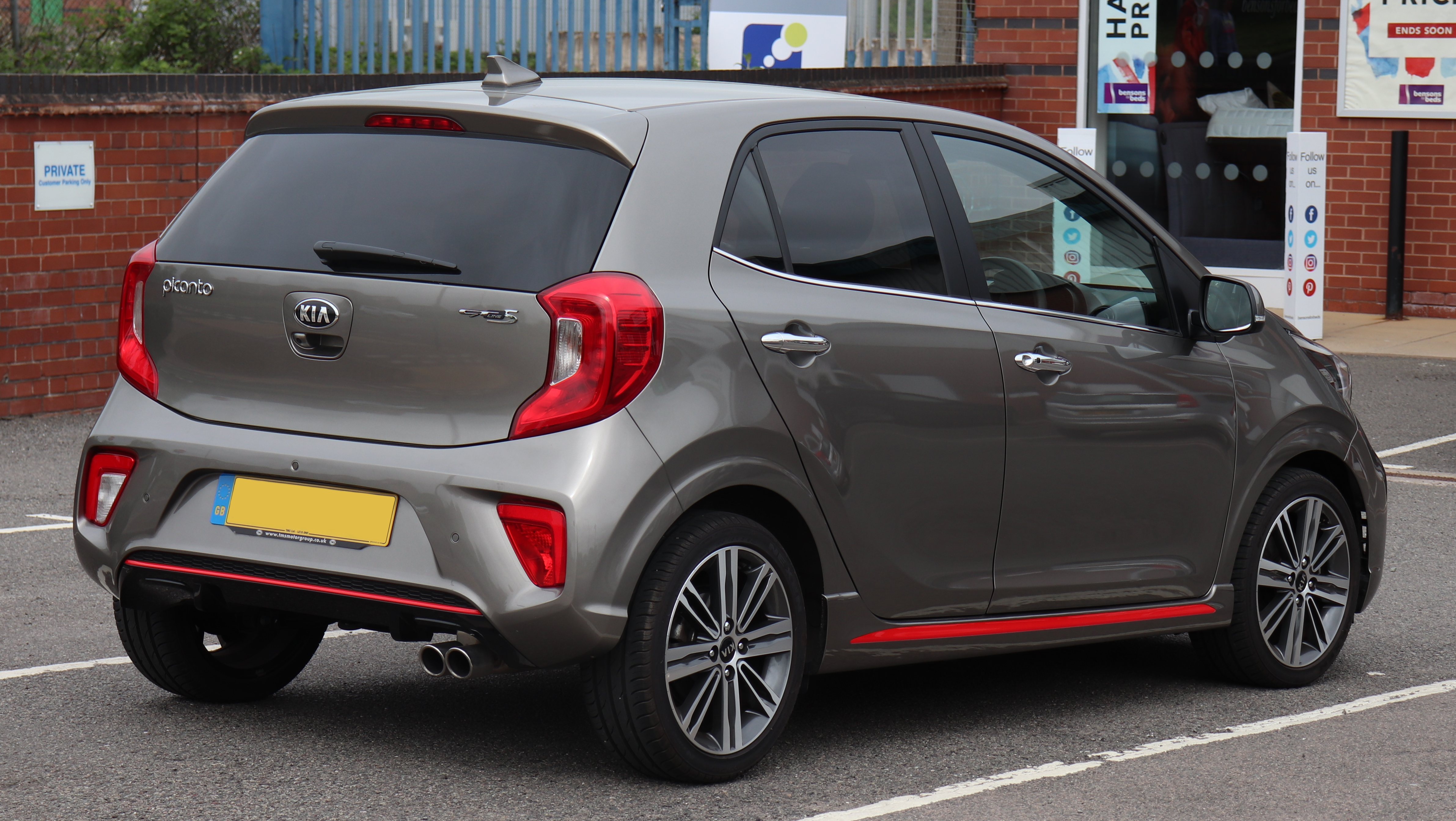
Achteraanzicht
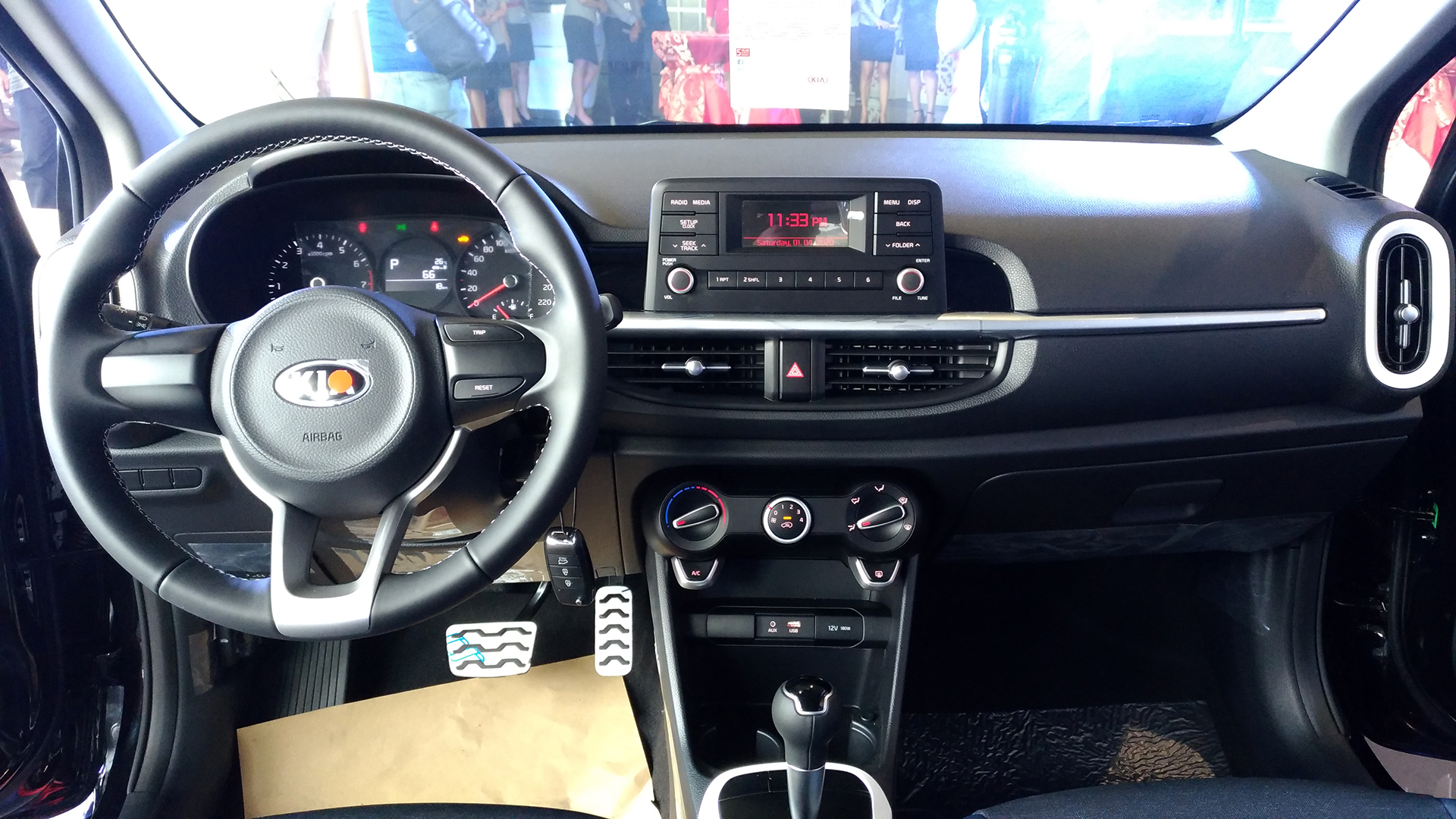
Interieur

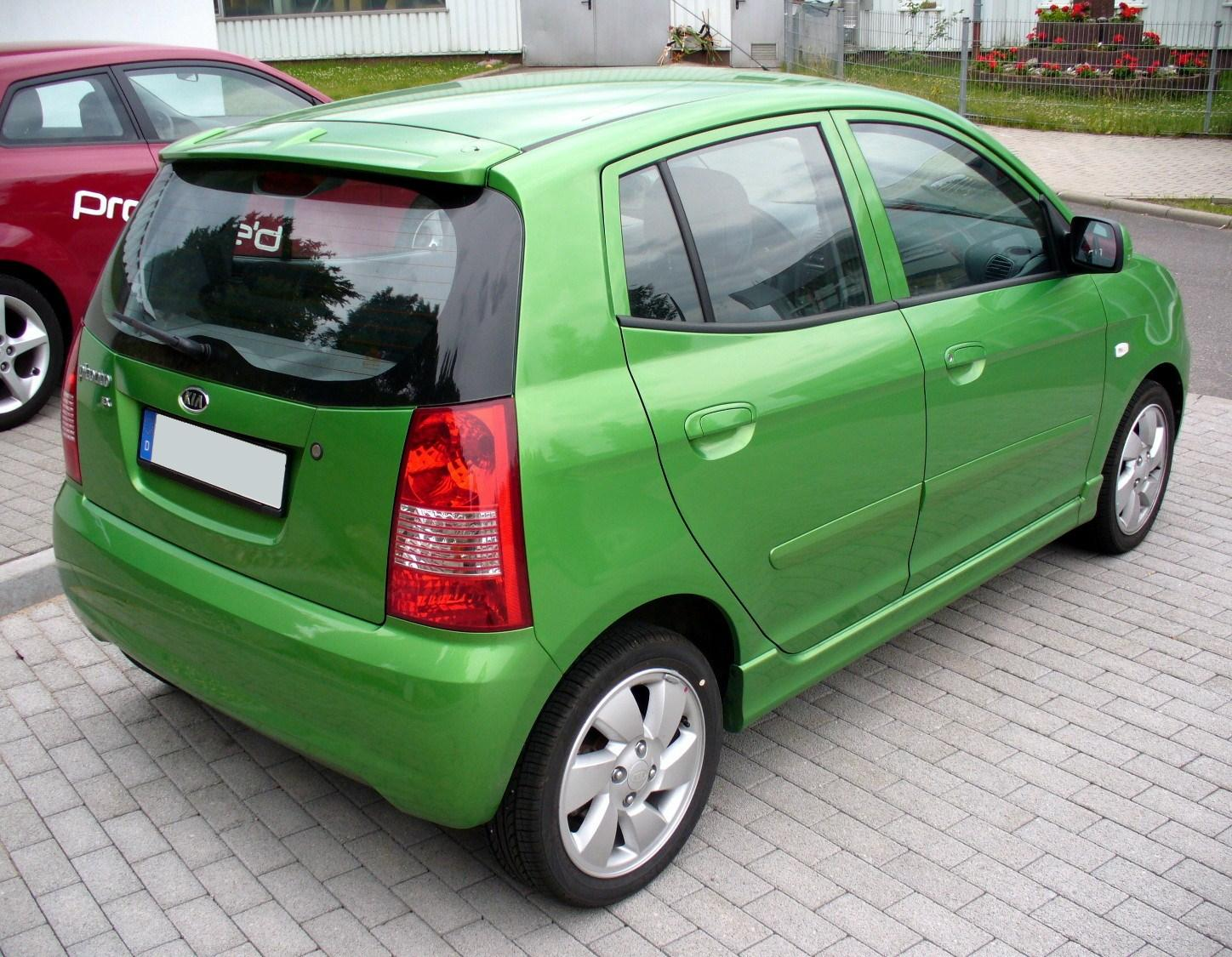
Pre-facelift achteraanzicht
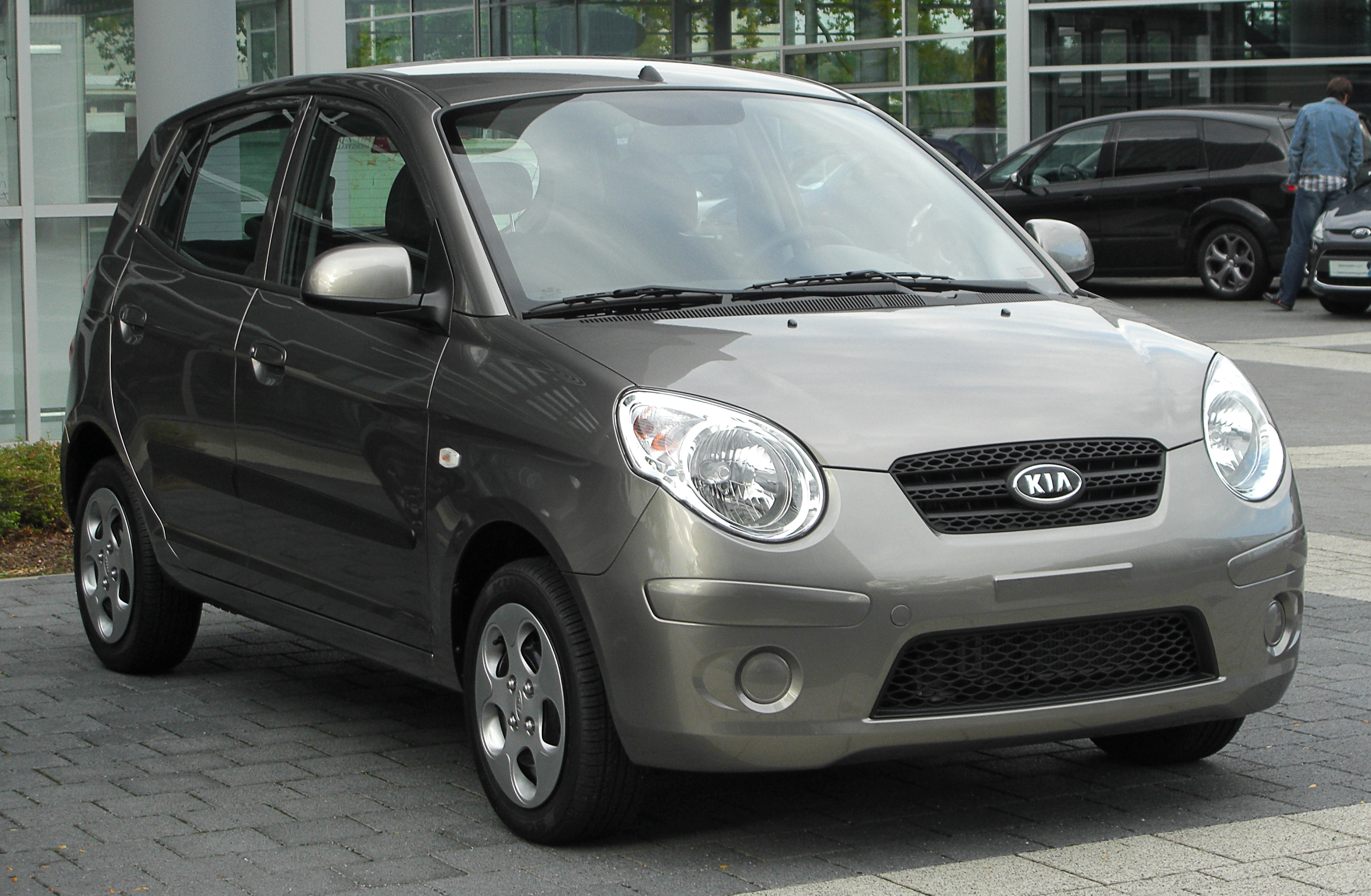
Facelift vooraanzicht
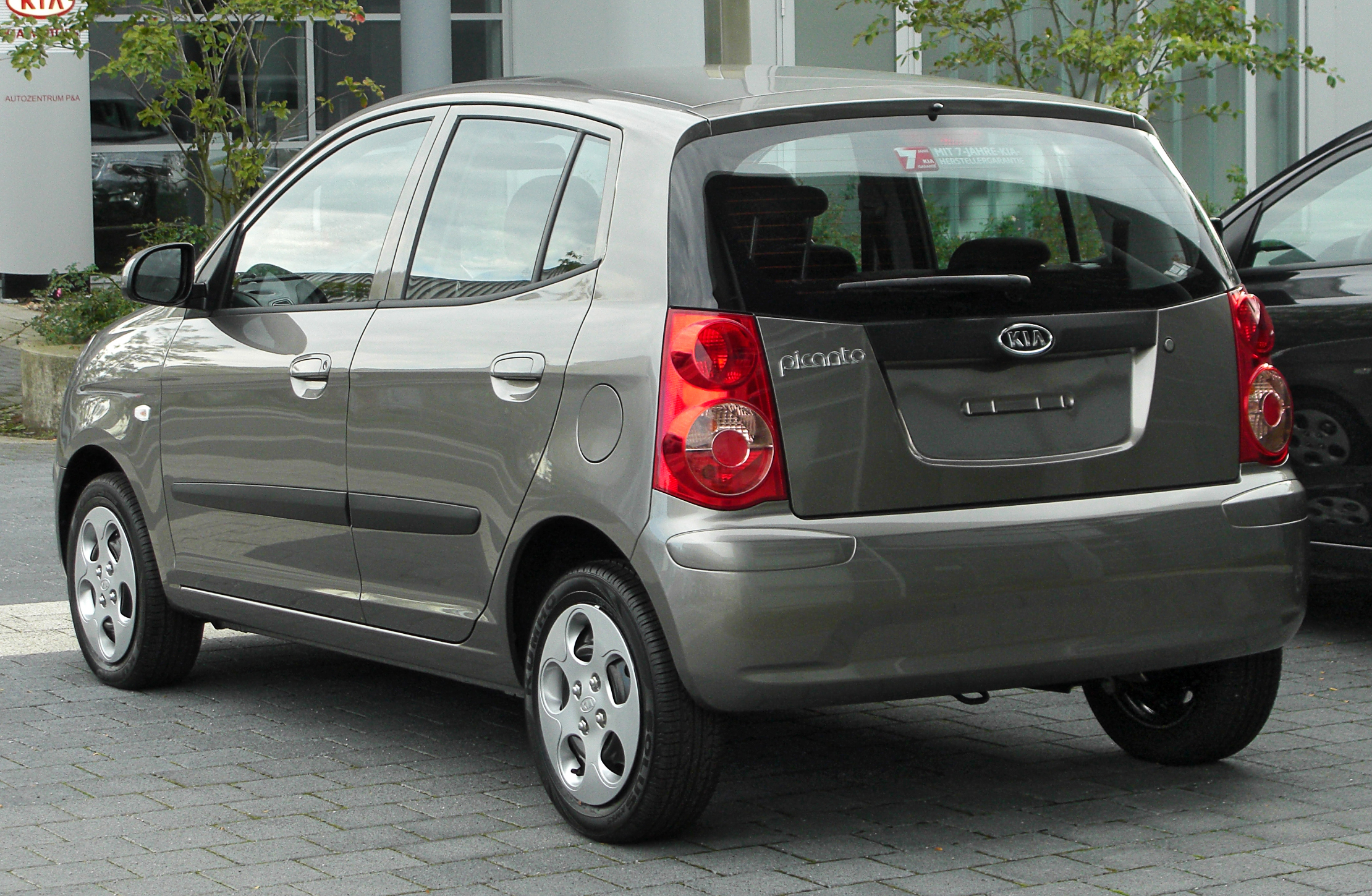
Facelift achteraanzicht

## Tweede generatie (2011-2017)
In 2011 werd op de Autosalon van Genève de tweede generatie Picanto gelanceerd. Het model is ontworpen in Europa onder leiding van Peter Schreyer en zowel de wielbasis als de lengte zijn gegroeid ten opzichte van de vorige generatie. Het model werd in tegenstelling tot de eerste generatie ook als 3-deurs uitvoering leverbaar. Motorisch is er zowel een 1.0-liter als een 1.2-liter. Eerstgenoemde is er ook als LPG-uitvoering.

### Facelift 2015
In 2015 kreeg de Picanto een kleine facelift. Deze is onder andere te herkennen aan de gewijzigde voor- en achterbumper.

### Motoren
Benzine
| Type      | Motor    | Motor     | Motor   | Vermogen | Koppel | Jaartal     | Opmerking |
| Type      | Inhoud   | Cilinders | Kleppen | Vermogen | Koppel | Jaartal     | Opmerking |
| --------- | -------- | --------- | ------- | -------- | ------ | ----------- | --------- |
| 1.0 CVVT  | 998 cm³  | 3-in-lijn | 12v     | 51 kW    | 94 Nm  | 2011 - 2017 |           |
| 1.25 CVVT | 1248 cm³ | 4-in-lijn | 16v     | 63 kW    | 118 Nm | 2011 - 2017 |           |

LPG
| Type         | Motor   | Motor     | Motor   | Vermogen | Koppel | Jaartal     | Opmerking |
| Type         | Inhoud  | Cilinders | Kleppen | Vermogen | Koppel | Jaartal     | Opmerking |
| ------------ | ------- | --------- | ------- | -------- | ------ | ----------- | --------- |
| 1.0 CVVT LPG | 998 cm³ | 3-in-lijn | 12v     | 50 kW    | 92 Nm  | 2014 - 2017 |           |

### Afbeeldingen

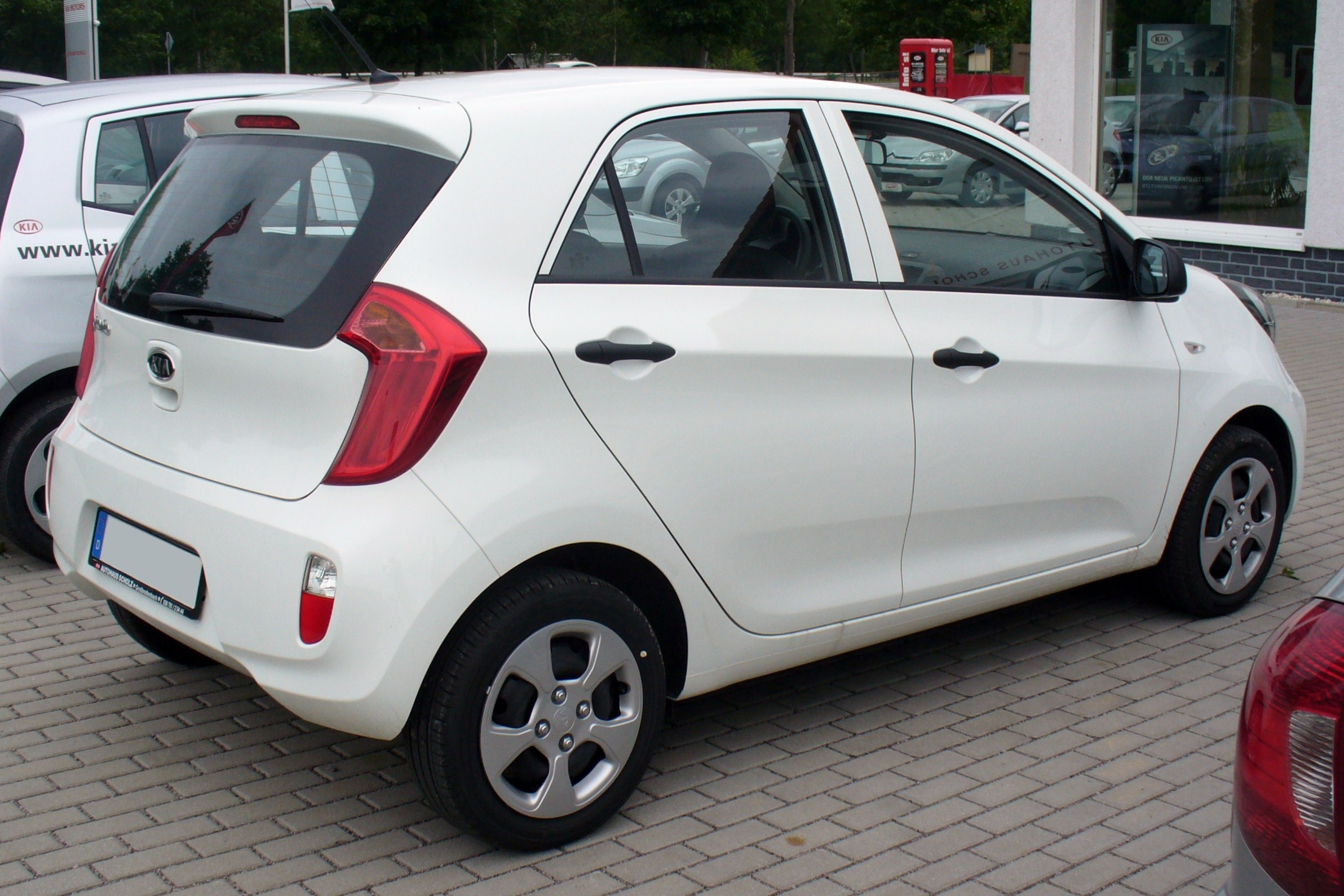
Pre-facelift achteraanzicht
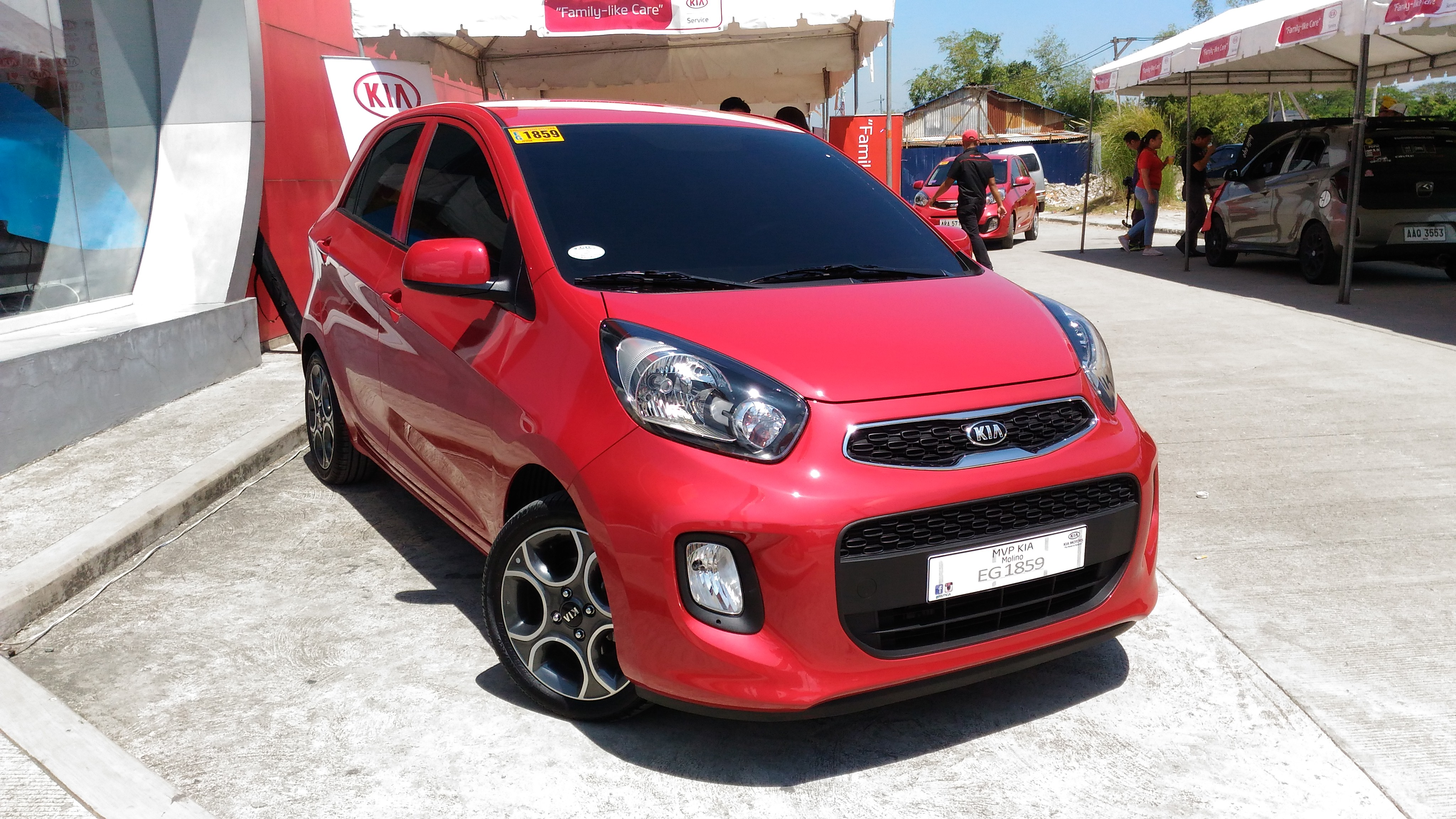
Facelift vooraanzicht (Europe)

## Derde generatie (2017-heden)
In 2017 lanceerde Kia op de Autosalon van Genève de derde generatie Picanto. Het model is enkel als 5-deurs uitvoering leverbaar en is er met drie verschillende benzinemotoren. Deze generatie is leverbaar als GT-Line uitvoering, waarbij hij een sportiever uiterlijk krijgt dan de reguliere versie. Dit model heeft een krachtiger motor van 75 kW. Ook is er een X-Line uitvoering, die iets hoger is en dankzij zwart kunststof een SUV of crossover-achtig uiterlijk krijgt. Opvallend is dat de auto ook in deze versie beperkt is gegroeid ten opzichte van de vorige versies, op deze manier is het mogelijk een goedkope basisversie te blijven produceren.

### Motoren
Benzine
| Type      | Motor    | Motor     | Motor   | Vermogen | Koppel | Jaartal      | Opmerking |
| Type      | Inhoud   | Cilinders | Kleppen | Vermogen | Koppel | Jaartal      | Opmerking |
| --------- | -------- | --------- | ------- | -------- | ------ | ------------ | --------- |
| 1.0 MPI   | 998 cm³  | 3-in-lijn | 12v     | 50 kW    | 96 Nm  | 2017 - heden |           |
| 1.2 MPI   | 1248 cm³ | 4-in-lijn | 16v     | 63 kW    | 122 Nm | 2017 - heden |           |
| 1.0 T-GDI | 998 cm³  | 3-in-lijn | 12v     | 75 kW    | 171 Nm | 2017 - heden |           |

### Afbeeldingen
- Achteraanzicht
- Interieur

Huidige modellen Europa:
Ceed ·
EV3 ·
EV6 ·
EV9 ·
Niro ·
Niro EV ·
Picanto ·
Sorento ·
Sportage ·
Stonic
Overige modellen internationaal:
Bongo ·
Borrego ·
Cadenza ·
Carnival ·
Forte ·
K2 ·
Optima ·
Quoris ·
Ray ·
Soul
Uit productie:
Avella ·
Besta ·
Pregio ·
Carens ·
Cerato ·
Clarus ·
Joice ·
Magentis ·
Opirus ·
Pride ·
Retona ·
Rio ·
Roadster ·
Mentor ·
Sephia ·
Shuma ·
Stinger ·
Venga